# Jan Bogaert
Jan Bogaert (Temse, 3 de diciembre de 1957-23 de enero de 2024) fue un ciclista belga, que fue profesional entre 1980 y 1995. 

## Carrera deportiva
Buen sprinter, consiguió más de cien victorias, muchas ellas cursas populares belgas. Destacan las victorias a los Tres Días de La Panne de 1982 y en el Scheldeprijs de 1983.

## Palmarés
| 1979 - 1 etapa del Tour del Porvenir - Circuito Franco-Belga, más 1 etapa - Internatie Reningelst - Cinturó de l'Empordá 1981 - Gran Premio de Apertura La Marseillaise - Nationale Sluitingsprijs - Tres Días de La Panne - 2 etapas de la Vuelta a los Países Bajos - 1 etapa de la Vuelta a Suiza 1982 - Grande Pulse @E3 - Schaal Sels 1983 - Scheldeprijs 1984 - Nokere Koerse - Gran Premio Stad Sint-Niklaas - 1 etapa de la Vuelta a Bélgica 1985 - Gran Premio del 1 de Mayo 1987 - Gran Premio Stad Sint-Niklaas | 1988 - Gran Premio del 1 de Mayo - Gran Premio Stad Sint-Niklaas 1989 - Gran Premio de la Villa de Rennes - Circuito de Houtland - Omloop van de Vlaamse Scheldeboorden 1990 - Gran Premio Stad Sint-Niklaas - 5 etapas de la Milk Race - 5 etapas del Herald Sun Tour 1991 - 2 etapa de la Milk Race 1992 - Gran Premio del 1 de Mayo - Omloop van de Vlasstreek 1993 - 1 etapa del Herald Sun Tour 1994 - Circuito de Waasland |

## Resultados

### Grandes Vueltas y Campeonatos del Mundo
Durante su carrera deportiva ha conseguido los siguientes puestos en las Grandes Vueltas y en los Campeonatos del Mundo en carretera:
| Carrera         | 1980 | 1981 | 1982 | 1983 | 1984 | 1985  | 1986 | 1987 | 1988 | 1989 | 1990 | 1991 | 1992 | 1993 | 1994 | 1995 | 1996 | 1997 |
| --------------- | ---- | ---- | ---- | ---- | ---- | ----- | ---- | ---- | ---- | ---- | ---- | ---- | ---- | ---- | ---- | ---- | ---- | ---- |
| Giro de Italia  | -    | -    | -    | 137º | -    | -     | -    | -    | -    | 132º | -    | -    | -    | -    | -    | -    | -    | -    |
| Tour de Francia | -    | Ab.  | -    | -    | -    | 137.º | -    | -    | -    | -    | -    | -    | -    | -    | -    | -    | -    | -    |
| Vuelta a España | -    | -    | -    | -    | -    | -     | -    | -    | -    | -    | -    | -    | -    | -    | -    | -    | -    | -    |
| Mundial en Ruta | -    | 39.º | 41.º | -    | -    | -     | -    | -    | -    | -    | -    | -    | -    | -    | -    | -    | -    | -    |